# Maria Magdalena Bonamich Font
Maria Magdalena Bonamich Font (Molins de Rei, Baix Llobregat, 9 de setembre de 1917 - Molins de Rei, Baix Llobregat, 26 d'octubre del 2011) va ser una bibliotecària i filantropa catalana.

## Formació
Filla de la igualadina Josepa Font Casanova i del vigatà Miquel dels Sants Bonamich Casas, aficionada des de petita per la lectura, l'agost de 1933, amb quinze anys, guanyà el primer premi d'un concurs de lectura i escriptura organitzada per l'Associació Protectora de l'Ensenyança Catalana (APEC), dirigida als escolars de Molins de Rei. Durant la Guerra Civil Espanyola decideix accedir a l'Escola de Bibliotecàries, i el 1937, amb vint anys, comença els estudis de biblioteconomia a Barcelona. Allà tingué com a companya a la també bibliotecària i escriptora, i Creu de Sant Jordi Joana Raspall i Juanola, i com a professors a intel·lectuals destacats del moment. Però ben aviat haurà de tancar l'escola a causa de la guerra. Acabada aquesta, tornarà a obrir, ara amb el nom d'Escuela de Bibliotecarias. I la Magdalena i les seves companyes es veuen obligades a sol·licitar la readmissió als estudis. Finalment, després de diverses incidències i l'aprovació d'un curs de convalidació, algunes de les estudiants, entre les quals la Magdalena, són readmeses i l'any 1940 obtenen el títol de bibliotecàries.

## Trajectòria professional
El seu primer destí com a bibliotecària fou la Biblioteca popular, infantil i juvenil de la Santa Creu, inaugurada el mateix 1940. El 1944 és destinada a la Biblioteca Jaume Balmes de Vic, des de la qual s'encarrega d'organitzar una biblioteca de Folgueroles. La propera destinació fou la Biblioteca Popular Beat Domènech Castellet d'Esparreguera, on s'està fins a 1950, primer com a bibliotecària auxiliar i els tres darrers anys com a directora. L'any 1951 es fa càrrec de la direcció de l'Escola del Treball de Barcelona, al carrer Urgell. I finalment, el 1966 ocupa el seu darrer destí professional, la Biblioteca Popular de Cornellà, que el 1979 és batejada com a Biblioteca Popular Joan Maragall, i que serà el lloc en el qual acabarà jubilant-se, amb seixanta-cinc anys.

## Reconeixements
L'any 1993 fou proposada pel premi Molinenca de l'any a la tercera nit dels Premis de Ràdio Molins de Rei. Anys més tard, l'any 2006, tornà a ser proposada per aquest premi en la setzena nit dels Premis i en el marc del vint-i-cinquè aniversari de Ràdio Molins de Rei, i finalment, conjuntament amb Josep Canals i Pujol, fou nomenada Molinenca de l'any 2006.